# Khatchinyali
Khatchinyali est un village de la région de Latchine en Azerbaïdjan.

## Histoire
En 1992-2020, Khatchinyali était sous le contrôle des forces armées arméniennes. Le 1er décembre 2020, le village repasse sous la souveraineté de l'Azerbaïdjan, comme l'ensemble du raion de Latchine, conformément à l'accord de cessez-le-feu du Haut-Karabakh.

## Économie
La principale occupation de la population est l'élevage.

## Culture
Il y avait une école secondaire, une bibliothèque, une épicerie, une pharmacie, un club et une boulangerie dans le village de Khatchinyali.